# Episodi di The Orville (terza stagione)
La terza stagione della serie televisiva The Orville: New Horizons, composta da dieci episodi, è stata distribuita negli Stati Uniti sulla piattaforma streaming Hulu dal 2 giugno al 4 agosto 2022.
In Italia è stata pubblicata sul servizio di streaming on demand Disney+ dal 2 giugno al 27 agosto 2022; ad eccezione del primo episodio pubblicato in concomitanza con la pubblicazione originale, i successivi sono stati doppiati e pubblicati in un secondo momento.
A partire da questa stagione viene aggiunta al cast principale l'attrice Anne Winters, che intrepreta Charly Burke.
| n° | Titolo originale    | Titolo in italiano             | Pubblicazione USA | Pubblicazione Italia |
| -- | ------------------- | ------------------------------ | ----------------- | -------------------- |
| 1  | Electric Sheep      | Pecore elettriche              | 2 giugno 2022     | 2 giugno 2022        |
| 2  | Shadow Realms       | Regni invisibili               | 9 giugno 2022     | 16 giugno 2022       |
| 3  | Mortality Paradox   | Il paradosso della mortalità   | 16 giugno 2022    | 23 giugno 2022       |
| 4  | Gently Falling Rain | Pioggia che cade delicatamente | 23 giugno 2022    | 30 giugno 2022       |
| 5  | A Tale of Two Topas | Il racconto di due Topas       | 30 giugno 2022    | 7 luglio 2022        |
| 6  | Twice in a Lifetime | Due volte nella vita           | 7 luglio 2022     | 4 agosto 2022        |
| 7  | From Unknown Graves | La rivolta dei Kaylon          | 14 luglio 2022    | 7 agosto 2022        |
| 8  | Midnight Blue       | Blu notte                      | 21 luglio 2022    | 27 agosto 2022       |
| 9  | Domino              | Domino                         | 28 luglio 2022    | 18 agosto 2022       |
| 10 | Future Unknown      | Futuro ignoto                  | 4 agosto 2022     | 24 agosto 2022       |

## Pecora elettrica
- Titolo originale: Electric Sheep
- Diretto da: Seth MacFarlane
- Scritto da: Seth MacFarlane

### Trama
Dopo la battaglia con i Kaylon, la USS Orville è ormeggiata alla cittadella per effettuare le riparazioni. L'equipaggio però deve affrontare le conseguenze della battaglia e inizia a non vedere di buon occhio Isaac. Lamarr deve allontanare dal laboratorio Isaac per effettuare la stima delle riparazioni, così va in sala mensa dove conosce Charly, l'unica che resta al tavolo con lui; parlando gli racconta che era sulla USS Quincy durante la battaglia con i Kaylon e del sottufficiale Amanda e di come si è salvata, gli mostra il suo disprezzo e lo invita a non tornare in mensa.
Talla chiama Ed e Kelly al laboratorio perché è stata rinvenuta la scritta "assassino" su un muro e rivolto a Isaac, non si sa chi è stato ma informa di quello che è successo in mensa poco prima tra Isaac e Charlie. Ed e Kelly la interrogano ma capiscono che non è lei la colpevole; Charlie li informa che in molti sulla nave sono arrabbiati con Ed per il reintegro di Isaac e che hanno paura per quello che è successo con i Kaylon, Ed spiega che Isaac è necessario per la nave, poi lui e Kelly cercano un modo per risollevare il morale dell'equipaggio.
Talla finalmente scopre che la vernice utilizzata è stata replicata da Marcus e informa immediatamente Kelly; non vengono presi provvedimenti a patto che non si ripeta. Claire, informata dell'accaduto, fa venire Isaac in cabina per parlare e chiarirsi con il figlio che però gli dice che nessuno lo vuole sulla nave; scosso torna al laboratorio e lascia dei messaggi su come migliorare diversi parti della nave prima di folgorare i suoi circuiti. Talla lo trova e avverte subito l'equipaggio, durante l'analisi Lamarr scopre che è riuscito a mandare una scarica al suo processore per mandarlo in corto circuito ma non sa come poterlo sistemare e chiede aiuto a Yaphit che dopo averlo controllato capisce che non si può riattivare mantenendone la memoria; Ed fa una funzione in sua memoria a cui partecipano alcuni membri dell'equipaggio mentre Claire è distrutta dalla perdita e si confida con Kelly.
Le riparazioni sulla Orville sono finite e l'equipaggio riprende il viaggio. Dopo essere partiti Lamarr e Irillia si scambiano i loro punti di vista su ciò che ha fatto Isaac, parlando viene un'idea a Lamarr che si precipita in laboratorio, estrae un chip da Isaac e trova una sorta di backup della memoria realizzata dai suoi creatori, il problema è che la particella è talmente piccola da non poter essere analizzata e ripristinata dalla nave, l'unica che ha le capacità necessarie è Charlie; Ed prova a convincerla a fare un tentativo quando vengono attaccati e inseguiti da una nave Kaylon. La Orville è costretta a trovare riparo nell'atmosfera impervia di un pianeta vicino, ma per sfuggire è costretta a utilizzare un'esca alla quale i Kaylon credono e se ne vanno. Lamarr informa Ed che il campo di stasi che sta proteggendo la particella della memoria di Isaac si è deteriorato irreversibilmente durante lo scontro e hanno poco tempo per intervenire; Ed ordina a Charlie di presentarsi dagli ingegneri e da Lamarr per recuperare la memoria di Isaac ma si oppone e viene sollevata dall'incarico, parlando poi con Marcus si convince a provarci e riesce a ripristinarlo.
- Durata: 70 minuti
- Guest star: Mike Henry (Dann), Kai Di'Nilo Wener (Ty Finn), BJ Tanner (Marcus Finn), Jim Mahoney (Brosk), Alexis Knapp (Irillia)

## Regni invisibili
- Titolo originale: Shadow Realms
- Diretto da: Jon Cassar
- Scritto da: Brannon Braga e André Bormanis

### Trama
Ed comunica alla squadra che sono stati incaricati di andare a prendere e scortare il viceammiraglio Christie a un avamposto Krill dove avverrà un negoziato che permetterà all'Unione di accedere al settore naklan. Durante il ricevimento Claire decide di appartarsi con Kelly e le racconta di essere stata sposata con Paul, di come si sono conosciuti quando lei era una studentessa di medicina e lui uno dei suoi insegnanti e di come si sono lasciati. 
I Krill sembrano voler accettare di lasciare passare navi dell'Unione per il settore ma dettano delle condizioni, poter estrarre l'arkalium, usato per la propulsione, da un pianeta dell'Unione e che solo una nave dell'Unione potrà passare e potranno considerare ulteriori permessi se verranno mantenuti gli accordi; poi danno un dispositivo con preimpostata la rotta da seguire per arrivare al settore naklan e comunicano che non saranno tollerate deviazioni e che verrà installato un localizzatore quando entreranno nello spazio Krill; Paul comunica che sono interessati a esplorare la distesa di Kalhar e i Krill li invitano a non andarci perché è il regno del male. 
Congedati, Paul raggiunge Claire al ristorante mostrandole la sua fede nuziale ma lei lo allontana, così chiede pareri a Isaac. La Orville raggiunge il settore inesplorato e dopo che Isaac ha scansionato stelle e pianeti presenti, Talla capta una richiesta di soccorso proveniente dalla distesa di Kalhar, Ed decide di andare a controllare; raggiunte le coordinate si trovano davanti a quella che sembra una stazione spaziale. Ed, Kelly, Paul, Talla e Lamarr decidono controllare da vicino e si dirigono verso quella che sembra un hangar navette, arrivati vicino il portellone si apre e Ed decide di proseguire piano, una volta varcata la soglia il portellone si chiude alle loro spalle e iniziano a esplorare la struttura; non rilevando forme di vita si dividono per esplorare più velocemente, Lamarr e Talla trovano il dispositivo che emette la richiesta di soccorso mentre Ed e Paul trovano strani oggetti attraversati da energia, Paul si avvicina a uno di essi che si apre per un istante, poi Ed decide di ritornare sulla nave e analizzare tutti i dati raccolti prima di continuare a esplorare la struttura. 
Durante le analisi Paul ha quello che sembra un attacco epilettico ma quando lo voltano notano qualcosa di strano, sulla fronte è comparso un altro occhio e il suo DNA sta cambiando a una velocità allarmante; Ed, Lamarr e Talla tornano sulla struttura indossando delle tute protettive per individuare l'agente patogeno che ha contagiato Paul, Ed e Talla estraggono un campione mentre Lamarr controlla il dispositivo del segnale di soccorso che ora sta inviando le coordinate della struttura, i tre decidono di tornare sulla nave e mentre lo fanno comunicano a Claire quello che hanno trovato, Paul che ormai è completamente trasformato in qualcos'altro fugge e spegne i sistemi della nave; Isaac e Bortus vanno in sala macchine per far ripartire il generatore ausiliario mentre Claire decide di controllare i suoi figli. 
Ed, Talla e Lamarr sono costretti ad attraccare manualmente e una volta a bordo John decide di andare in sala macchine a controllare mentre Ed e Talla si dirigono in plancia; Claire raggiunge i suoi alloggi ma non trova i figli che a loro volta sono andati in infermeria a cercare la madre e non trovandola si dirigono in sala mensa non accorgendosi di essere seguiti dalla creatura che li attacca, si nascondono e vengono aiutati da un membro dell'equipaggio che viene infettato dalla creatura, i due riescono a fuggire e una volta trovata Claire si dirigono alla plancia dove informano i presenti dell'accaduto e decidono di isolare la minaccia. 
Lamarr riesce a far partire il generatore ausiliario ripristinando il supporto vitale e le luci per poi essere attaccato da diverse creature, nella fuga riesce a isolarsi dietro a un campo di forza, poi Talla si fa inseguire nell'hangar navette permettendo a Isaac di liberare Lamarr che sistema le comunicazioni; Claire, che è andata in infermeria ad analizzare il campione per trovare una cura, viene raggiunta da Talla con una creatura, permettendo alla dottoressa di analizzarla e capire che il processo non può essere invertito, ma identifica una tossina che, se rilasciata, ucciderebbe tutte le creature. Non tutti sono d'accordo così prova a parlare con quello che resta di Paul, la creatura però le dice che Paul non c'è più e torna a minacciare l'equipaggio quindi Claire, non avendo altra scelta, chiede al Ed di rilasciare la tossina, per cui le creature, pur promettendo di tornare, un giorno, se ne vanno.
- Durata: 65 minuti
- Guest star: Kai Di'Nilo Wener (Ty Finn), BJ Tanner (Marcus Finn), John Fleck (ambasciatore Krill Korin), Simon Templeman (console Krill), James Read (viceammiraglio Paul Christie)
- Special guest star: Victor Garber (ammiraglio Tom Halsey)

## Il paradosso della mortalità
- Titolo originale: Mortality Paradox
- Diretto da: Jon Cassar
- Scritto da: Cherry Chevapravatdumrong

### Trama
Isaac e Talla rilevano segnali di vita da Narran 1, un pianeta arido che risulta essere abbandonato, Ed decide di controllare; arrivati al pianeta le scansioni rilevano la presenza di popolazione con una tecnologia inferiore alla loro, provano a contattarli ma non ricevendo risposta decidono di scendere sul pianeta trovandosi davanti una foresta molto estesa. Durante l'esplorazione Ed, Kelly, Bortus, Gordon e Talla si trovano davanti un liceo e chiedono conferma a Lamarr che sul radar non vede altro che foreste; una volta entrati perdono il contatto con la nave e si trovano impossibilitati a uscire, poi si dividono per capire cosa stia succedendo. Sulla nave hanno perso le tracce dei compagni sul pianeta e Lamarr, preoccupato, ordina di mandare una seconda navetta con equipaggio di soccorso e Claire. 
Nel liceo Gordon ha un incontro ravvicinato con dei bulli che gli chiedono soldi per conto di Rendall, la squadra cerca di capirne di più parlando con dei ragazzi in mensa e una volta finite le lezioni riescono a uscire dalla struttura ma non riescono né a localizzare la loro navetta né contattare la nave, così decidono di andare da Rendall che però non è umano e li attacca, la squadra fugge cercando riparo all'interno del liceo che si trasforma in un aereo, come prima sono bloccati dentro. Claire, Isaac e la squadra di soccorso atterrano sul pianeta ma a differenza degli altri lo trovano come dovrebbe essere, una distesa arida, informano Lamarr e poi si dirigono verso l'altra navetta per cercare i compagni; non riuscendo a localizzarli Lamarr li fa rientrare. Nel frattempo l'aereo sta attraversando una tempesta, Gordon preoccupato entra in cabina non trovando nessuno a pilotare e si mette ai comandi per tentare un atterraggio d'emergenza, poi escono e si trovano in corridoio, percorrendolo arrivano a un obitorio moklan. Ogni allucinazione che affrontano colpisce un membro preciso della squadra prima di lasciarli proseguire, dopo Gordon al liceo e Ed sull'aereo questa volta è toccato a Bortus. 
La squadra prosegue ed entra in un'altra allucinazione, ora per Talla e si trovano davanti al lago Ruen che si trova sul suo pianeta natale; costretti a proseguire si dividono con Ed e Gordon che restano sulla riva mentre gli altri raggiungono la riva opposta dove ci sono dei segnali di luce, durante la traversata una creatura porta sott'acqua Kelly e colpisce sia lei sia Talla che si era tuffata per salvarla. Ritornati a riva si materializza una porta davanti a loro e Ed non ha intenzione di proseguire così si allontana con la sua squadra per poi trovare un dispositivo protetto da uno scudo energetico in grado di creare ologrammi, Bortus riesce a disattivarne lo scudo e Ed lo distrugge palesando il reale aspetto del pianeta; la squadra contatta Lamarr e prima di rientrare raccoglie i frammenti del dispositivo per farli analizzare da Isaac che trova componenti di una tecnologia ignota e altri parti di origine Keylon, Ed e Kelly informano l'ammiraglio Halsey che invierà un convoglio per raccogliere ulteriori frammenti del dispositivo. 
Quando il convoglio è vicino alla Orville, Isaac comunica che si tratta di una trappola perché vede navi Keylon e non navi dell'Unione e Ed ordina di prepararsi a fare fuoco mentre Charly non è convinta di quanto dice Isaac temendo un inganno da parte sua, Ed ordina quindi di invertire la rotta e le navi del convoglio si palesano per quello che sono, ovvero navi Keylon che li attaccano; non sanno di essere in un'altra allucinazione fino a quando la simulazione non si ferma poco prima di distruggerli. Sulla vera Orville, Lamarr viene contattato da Talla che non è mai rientrata sulla nave dalle ferie, così Lamarr le comunica di incontrarsi nei pressi di Narran 1. Mentre Ed e gli altri si chiedono come sia possibile che non sono stati distrutti, Talla cambia forma mostrando il suo vero aspetto e presentandosi come Dinal e comunica di essere la colpevole di quello che hanno affrontato fino a ora spiegandogli chi è e da dove viene, poi la squadra torna sulla Orville.
- Durata: 60 minuti
- Guest star: Elizabeth Gillies (Dinal)
- Special guest star: Victor Garber (ammiraglio Tom Halsey)

## Pioggia che cade delicatamente
- Titolo originale: Gently Falling Rain
- Diretto da: Jon Cassar
- Scritto da: Brannon Braga e André Bormanis

### Trama
Sul pianeta Krill, Teleya sta fomentando una rivolta nei confronti di Korin, a causa del trattato che sta redigendo con l'Unione, chiedendo che venga eletta cancelliera.
L'ammiraglio Halsey informa Ed e Kelly che ormai il trattato è concluso e che la firma ufficiale avverrà a Dalakos, la capitale Krill, poi comunica che il viaggio su Krill è affidato a loro che partono subito per prelevare la delegazione sulla Terra, sulla USS Orville salgono l'ammiraglio Halsey, il presidente Alcuzan e la senatrice Speria Balask, poi Halsey mostra a Ed la rivolta che sta preparando Teleya. Durante il viaggio Ed fa delle indagini scoprendo che su Krill stanno circolando filmati che ritraggono Korin mentre opprime il suo popolo, ma sono falsi. Giunti a destinazione Ed con Burke e la delegazione scendono sul pianeta e vengono scortati da Korin sicuro della sua vittoria nella votazione, gli ultimi voti ribaltano la situazione e Teleya viene nominata cancelliera, Korin viene arrestato per tradimento e poco dopo assassinato dalla stessa, Ed e gli altri vengono messi in arresto, nel frattempo la Orville viene agganciata da una delle navi Krill che l'aveva scortata e comunica il loro arresto, sotto il comando di Kelly la nave riesce a liberarsi e a fuggire. Teleya informa Ed che lui e la sua delegazione verranno giustiziati il mattino seguente, poi viene portato via di nascosto da due Krill che gli fanno conoscere Anaya, rivelandogli che è sua figlia, poi lo informano che fanno parte di una coalizione che crede nel trattato di Korin e che sia ancora possibile ufficializzarlo cercando di portare Teleya dalla loro parte, per farlo lei deve riconoscere Anaya come sua figlia.
Nel frattempo diverse navi dell'Unione hanno raggiunto Kelly e si preparano ad una missione di estrazione senza iniziare uno scontro a fuoco; lo scontro è inevitabile ma permette alla squadra di Kelly sotto copertura di trarre in salvo Ed e gli altri.
- Durata: 65 minuti
- Guest star: Kelly Hu (ammiraglio Ozawa), Michaela McManus (Teleya), John Fleck (ambasciatore Krill Korin), Bruce Boxleitner (presidente Alcuzan), Tara Buck (custode Krill), Lisa Banes (senatrice Speria Balask)
- Special guest star: Victor Garber (ammiraglio Tom Halsey), Ted Danson (ammiraglio Perry)

## Il racconto di due Topas
- Titolo originale: A Tale of Two Topas
- Diretto da: Seth MacFarlane
- Scritto da: Seth MacFarlane

### Trama
La squadra sta mappando una nuova struttura archeologica quando gli scanner rivelano una tomba emblicita dietro ad una parete, Isaac fa indietreggiare la squadra mentre apre la porta facendo scattare la trappola, una volta dentro si trovano davanti diversi tesori e manufatti, alcuni di essi vengono portati sulla Orville per delle analisi.
Topa sta simulando il programma di comando quando viene interrotto da Kelly e le racconta che vorrebbe diventare un comandante così lei decide di dargli dei consigli e di farsi affiancare durante alcuni dei suoi turni. Durante uno di questi Topa rivela a Kelly di avere dei problemi particolari, di sentirsi diverso, e lei, preoccupata, informa Ed e Claire e dopo un loro consiglio decide di parlarne con Bortus e Klyden consigliando di parlare a Topa della sua origine, i due però hanno punti di vista discordanti. 
Il giorno seguente Topa informa Kelly che Klyden gli ha proibito di continuare l'addestramento con lei ma che potrà farlo solo con Ed, poi va al laboratorio chiedendo a Isaac come si sentiva quando si era disattivato; Isaac poi informa Kelly che prova a parlare con Topa ma sapendo che gli è stato proibito gli suggerisce di mangiare una fetta di torta, Topa torna nella sua cabina e trova un file protetto da password denominato come la torta e accede al file; quando viene raggiunto dai suoi genitori chiede sul suo genere alla nascita, Klyden nega così Topa mostra il nome del file che ha ricevuto e Bortus racconta la verità. Klyden arrabbiato affronta Kelly che lo allontana, poi Bortus le chiede aiuto perché Topa non vuole parlare con loro, Kelly si scusa con Bortus che le rivela di aver dato lui la password per accedere al file e che ora non sa cosa fare per aiutarlo. Kelly decide di mostrare a Topa il momento in cui Heveena è intervenuta nel tribunale quando si stava decidendo se cambiare o meno il suo genere, questo ha aiutato Topa a capire chi è e chiede a Claire di invertire la procedura. 
Per le leggi dell'Unione è sufficiente avere il consenso di un genitore, Klyden è contrario mentre Bortus è d’accordo, la squadra viene chiamata dall'ammiraglio Howland che impedisce l'intervento perché le leggi dei Moclan lo impediscono e, visto la situazione difficile nei rapporti internazionali, non vogliono inimicarseli. L'unico modo per fare l'intervento è che venga eseguito da un non membro della flotta, così Ed e la squadra tengono impegnato l'equipaggio per dare il tempo necessario a Isaac di eseguirlo.
- Durata: 75 minuti
- Guest star: BJ Tanner (Marcus Finn), Kai Wener (Ty Finn), Imani Pullum (Topa), Rena Owen (Heveena), Jim Mahoney (Brosk), Jonathan Adams (arbitro Moclan), Antonio D. Charity (avvocato Kagus), Andy Milder (Bolobar), Andi Chapman (ammiraglio Howland)

## Due volte nella vita
- Titolo originale: Twice in a Lifetime
- Diretto da: Jon Cassar
- Scritto da: Seth MacFarlane

### Trama
Lamarr mostra a Ed e Kelly una nuova tecnologia in grado di inviare nel futuro o nel passato degli oggetti, questa volta però potrebbe essere usato anche su tutta la nave; preoccupati per l'utilizzo di tale tecnologia fanno rapporto all'ammiraglio Perry che gli invierà una scorta fino a raggiungere Savic-3, lì dovranno cedere il dispositivo ad un laboratorio di massima sicurezza. Arrivati al pianeta si trovano davanti resti di navi distrutte, vengono poi raggiunti e attaccati da una squadriglia di navi Kaylon che vogliono impossessarsi del dispositivo, Ed decide di distruggerlo e Gordon lo colpisce con una pistola laser, il dispositivo però si attiva e Gordon scompare. La squadra cerca di capire cosa è successo quando ricevono un suo messaggio inviato dalla Terra 400 anni prima dove chiede aiuto, Ed decide di provare a recuperarlo e la USS Orville viaggia solo fino al 2025, dieci anni dopo l'invio del messaggio di soccorso, a causa dell'esaurimento del daizonium, purtroppo questo gli impedisce di fare il viaggio contrario per tornare al loro tempo o di provare ad avvicinarsi maggiormente al 2015. Isaac però rivela che la crosta terrestre contiene questo materiale e propone di estrarne la quantità necessaria, Ed acconsente e con Kelly e Burke scendono sulla Terra.
Ed e Kelly trovano Gordon che non è intenzionato a tornare perché ha una moglie, Laura, e un figlio. Nel frattempo Burke e Isaac localizzano ed estraggono il daizonium. Ed, Kelly e Talla provano a convincere nuovamente Gordon a seguirli ma quando si oppone con maggior fermento Ed decide di fare un altro viaggio nel tempo e di portarlo in salvo dal 2015, nel farlo il dispositivo si rompe; la squadra deve trovare un altro modo per tornare.
- Durata: 70 minuti
- Guest star: Kelly Hu (ammiraglio Ozawa), Jim Mahoney (Brosk), Graham Hamilton (Kaylon), Andy Milder (Bolobar)
- Special guest star: Ted Danson (ammiraglio Perry), Leighton Meester (Laura Huggins), Jack McBrayer, Johnny Knoxville

## La rivolta dei Kaylon
- Titolo originale: From Unknown Graves
- Diretto da: Seth MacFarlane
- Scritto da: David A. Goodman

### Trama
La USS Orville si prepara a ricevere una delegazione di Janisi, una razza non ancora incontrata, che potrebbe essere un utile alleato contro i Kaylon, la loro società però si basa su un modello matriarcale dove solo le donne ricoprono posti di rilievo; per evitare problemi la squadra decide di cambiare i propri ruoli degradando quelli maschili, compreso Ed. La nave rileva una strana fonte di energia provenire dal pianeta vicino così Bortus, Ed, Gordon e Charly scendono a controllare; l'energia arriva da una vecchia struttura, all'interno di un laboratorio si imbattono in Timmis, un Kaylon pacifico, e la dott.ssa Villka che spiega come lo ha riparato e come Timmis è in grado d provare emozioni. I due vengono portati sulla nave dove Lamarr è impaziente di conoscere il funzionamento di Timmis che conosce Isaac spiegandogli come Villka gli ha permesso di provare emozioni; Ed informa l'ammiraglio Halsey che ordina che vengano scortati sulla Terra solo dopo che hanno fatto l'accordo con le Janisi. Durante una cena Kelly prova a spiegare alle Janisi che il loro è un sistema paritario e che Ed è il comandante, sentendosi prese in giro fanno saltare l'accordo e se ne vanno; più tardi Kelly riesce a trovare un punto di incontro conquistando la loro fiducia. In sala macchine Timmis spiega a Charly perché la sua gente si era ribellata ai suoi costruttori, poi Isaac chiede a Villka di modificarlo come fatto con Timmis in modo da portare ad un altro livello la sua relazione con Claire ma si verifica una complicanza dura da accettare. Isaac riceve delle scuse inaspettate.
Verell porta a casa un Kaylon nominato K-1 da utilizzare come aiutante in casa, lui esegue tutti i compiti richiesti ma sembra voler conoscere quello che lo circonda. Yan che è a capo dell'azienda che produce i Kaylon sa che i robot stanno dando segni di consapevolezza ma è contrario a ritirarli dal mercato, anzi vuole eseguirne un aggiornamento promosso con una campagna di marketing. L'aggiornamento consiste in un telecomando che, una volta premuto, dà una scarica nel Kaylon facendogli sentire dolore, Verell lo usa quando K-1 chiedeva di finire il compito impartitogli da Wenda prima di iniziare il suo, i figli lo usano per gioco; queste angherie portano K-1 ad assassinare tutti i membri della famiglia durante la notte.
- Durata: 74 minuti
- Guest star: Jim Mahoney (Brosk), Elyse Levesque (Wenda), Graham Hamilton (K-1), William R. Moses (Yan), Eliza Taylor (dott.ssa Villka), Christopher Larkin (Timmis), Sophina Brown (capitano Losha), Scott Speiser (Verell), Sarah Jane MacKay (Nathalie Hopkins), Paige Herschell (primo tenente Hodell)
- Special guest star: Victor Garber (ammiraglio Tom Halsey)

## Blu notte
- Titolo originale: Midnight Blue
- Diretto da: Jon Cassar
- Scritto da: Brannon Braga e André Bormanis

### Trama
Kelly, Bortus e Topa scendono sul pianeta dove vi è una comunità femminile di Moclan e il santuario di Heveena, la missione è quella di verificare che nella colonia non ci siano delle violazioni che andrebbero contro il patto di alleanza con i Moclan. Durante la serata Heveena rivela a Topa che vorrebbe salvare più Moclan di sesso femminile portandole da Moclus nella colonia, questo però non è fattibile perché non hanno modo di contattare direttamente il pianeta per coordinarsi, e le chiede aiuto anche se sarebbe una violazione; poco dopo viene rapita da altri Moclan mentre seguiva una luminite blu. Kelly e Bortus, non potendo contattare la Orville, decidono di seguire le tracce dei rapitori e salvare Topa da soli; nel frattempo Ed porta Heveena sulla Terra per rivelare al consiglio le violazioni messe in atto da lei e per chiedere di aprire un'indagine contro Kodon per le sue azioni. Il consiglio, dopo aver visto cosa hanno fatto i Moclan a Topa, decidono di escluderli dall'alleanza e di convertire in stato la comunità di Heveena.
- Durata: 86 minuti
- Guest star: Mike Henry (Dann), Imani Pullum (Topa), Kelly Hu (ammiraglio Ozawa), Jim Mahoney (Brosk), Rena Owen (Heveena), Yvonne Senat Jones (Osaia), Lisa Banes (senatrice Speria Balask), Wren T. Brown (capitano Rechik), Andi Chapman (ammiraglio Howland), Noshir Dalal (inquisitore), Mark Berry (comandante Kodon), Mia Moore (bambina Moclan)
- Special guest star: Victor Garber (ammiraglio Tom Halsey), Bruce Boxleitner (presidente Alcuzan), Dolly Parton (sé stessa)

## Domino
- Titolo originale: Domino
- Diretto da: Jon Cassar
- Scritto da: Brannon Braga e André Bormanis

### Trama
Dopo essere stati esclusi dall'Unione, i Moclan cercano un nuovo alleato per proteggersi dai Kaylon, decidono quindi di mandare una delegazione su Krill per stringere un patto con Teleya, le loro armi in cambio dell'aiuto tattico dei Krill, Teleya però in più vuole la condivisione di tutte le scelte militari.
Nel frattempo sulla USS Orville Isaac e Charly hanno messo appunto una nuova arma in grado di distruggere simultaneamente navi Kaylon all'interno del suo raggio d'azione lasciando intatte le navi alleate e i loro equipaggi, testandola in uno scontro vicino il pianeta di Xelaya. L'ammiraglio Perry, affascinato dal risultato, vorrebbe massimizzarne la potenza per mettere fine definitivamente alla minaccia Kaylon mentre Ed si interroga se sia giusto annientare in questo modo un'intera specie; anche l'equipaggio ha visioni opposte sull'arma. La decisione spetta al consiglio dell'Unione; la Orville andrà su Kaylon con l'ammiraglio Halsey e userà l'arma come deterrente spiegandone la capacità distruttiva e sperando che capiscano e decidano di non continuare la battaglia, in caso contrario sono autorizzati ad utilizzarla come a Xelaya. Arrivati a Kaylon vengono attaccati da diverse squadriglie e non ricevendo risposta sono costretti a distruggerle, si avvicinano al pianeta e il Kaylon primario decide di riceverli e ascoltare le loro proposte, il cessate il fuoco per la loro incolumità.
Il dispositivo viene trasferito e messo in sicurezza alla sede centrale dell'Unione dove però viene rubato da Perry che lo consegna a Teleya spiegando che gli unici a conoscere come funzioni sono Isaac e Charly; di ritorno verso la Terra con l'intento di costituirsi, la sua navicella viene distrutta dai Krill per non far trapelare la loro alleanza con i Moclan.
Sulla Terra l'ammiraglio Halsey raduna Ed e il suo equipaggio spiegando che è stato rubato, le indagini non durano molto, scoprono chi ha commesso il furto e si precipitano per intercettare la navetta di Perry; raggiunte le coordinate scoprono l'alleanza tra i Krill e i Moclan. Si interrogano su come possano farlo funzionare e Bortus indica che potrebbero averlo portano dal dott. Kalba, uno dei migliori scienziati di Moclan che ha un avamposto di ricerca su Drakonis 427, Ed decide di farvi rotta e chiede supporto ai Kaylon. Mentre in orbita impervia una battaglia tra le navi dell'Unione e Kaylon contro quelle Krill e Moclan, una squadra composta da Kelly, Isaac, Charly e il Kaylon primario scendono sul pianeta per recuperare l'arma; quando riescono a penetrare nel rifugio l'arma è già attivata e Isaac con Charly cercano di fermarla prima che il conto alla rovescia arrivi a zero. Purtroppo l'unico modo è quello di sovraccaricare il nucleo generando un'esplosione che distrugge l'arma e gran parte del pianeta ma deve essere fatto manualmente.
Sulla Terra i Kaylon accettano i termini per entrare a far parte dell'Unione.
- Durata: 78 minuti
- Guest star: BJ Tanner (Marcus Finn), Kai Di'Nilo Wener (Ty Finn), Imani Pullum (Topa), Kelly Hu (ammiraglio Ozawa), Michaela McManus (Teleya), Graham Hamilton (Kaylon), Wren T. Brown (capitano Rechik), Lisa Banes (senatrice Speria Balask), Andy Milder (Bolobar), Robert David Grant (Kaylon), Nick Chinlund (capitano Dalak 209), Regi Davis (dott. Kalba)
- Special guest star: Victor Garber (ammiraglio Tom Halsey), Ted Danson (ammiraglio Perry), Bruce Boxleitner (presidente Alcuzan)

## Futuro ignoto
- Titolo originale: Future Unknown
- Diretto da: Seth MacFarlane
- Scritto da: Seth MacFarlane

### Trama
La Orville riceve l'incarico di dirigersi su Sargas Quattro per incontrare degli scienziati, poco prima di arrivare ricevono un messaggio su un canale dell'Unione da parte di Lysella che chiede aiuto per fuggire dal suo pianeta; Ed e Kelly la accettano e Kelly le spiegherà i loro usi e costumi. Nel frattempo Isaac chiede a Claire di sposarlo e seppur lei è felice, non ha ancora accettato la proposta perché lui non invecchia mentre lei sì; Isaac però le promette che veglierà sulla sua discendenza e Claire, dopo aver parlato con i figli, decide di accettare; i due iniziano i preparativi, Claire chiede a Kelly di farle da damigella mentre Isaac chiede a Gordon di fargli da testimone ma si intromette Bortus asserendo che lo farà lui.
Kelly continua a mostrare a Lysella la nave e a spiegare tutte le loro differenze culturali e dopo un inizio incoraggiante Lysella chiede di tornare a casa perché si sente in colpa nei confronti del suo popolo; l'Unione può accettare questi casi ma solo se l'individuo non sarà in grado di replicare le tecnologie viste sull'astronave. Al momento della partenza, quando Lysella sale sulla navicella scatta un allarme, voleva portare con sé un trasmettitore dove sono riportati vari progetti tecnologici, Talla lo requisisce mentre Kelly le mostra cosa è successo su un pianeta vicino al suo facendole capire i rischi di una contaminazione tecnologica.
- Durata: 82 minuti
- Guest star: BJ Tanner (Marcus Finn), Kai Wener (Ty Finn), Imani Pullum (Topa), Jim Mahoney (Brosk), Graham Hamilton (Kaylon), Giorgia Whigham (Lysella), Kyra Santoro (Jenny Turco), Sam Valentine
- Special guest star: Halston Sage (Alara Kitan), Victor Garber (ammiraglio Tom Halsey)